# Оберхофмаршал
Оберхофмаршал (на немски: Oberhofmarschall – старши дворцов маршал), или маршал на Двора, е административна длъжност в Германия, въведена през 1726 г. Подобна длъжност е имало и в Руската империя, а по-късно и в Царство България.
В Царство България, между края на XIX и началото на XX век Оберхофмаршалството е институция, призвана да се грижи за прислугата, продоволствието, администрацията, дворцовите церемонии, полицията, както и за постройката и мебелировката на всички дворци. Оберхофмаршалството се ръководи от административна служба, която е следвана от съдебната и полицейската служби. Начело на институцията оберхофмаршалът, следван от хофмаршал, съветници, хофсекретарят и оберхофкомисарят (интендант). Оберхофмаршалът е отговорен за подбора на чиновническия персонал на Двора, който се набира измежду служителите на министерството на войната и външното министерство за службата на: секретари, интенданти, охрана, прислужници и т.н. Режимът на работа в Двора е близък до този на армията и поради това огромната част от апарата на Двора са действащи или бивши военни.Съгласно правилника на Оберхофмаршалството всяка година трябва да се представя бюджет за домоводството на двора и постройките, управлението на двореца и дворцовите градини. Той влиза в държавния бюджет и се одобрява от Народното събрание. През 1919 година институцията се преименува в Интендантство на Цивилната листа.